# Hubert Haupt

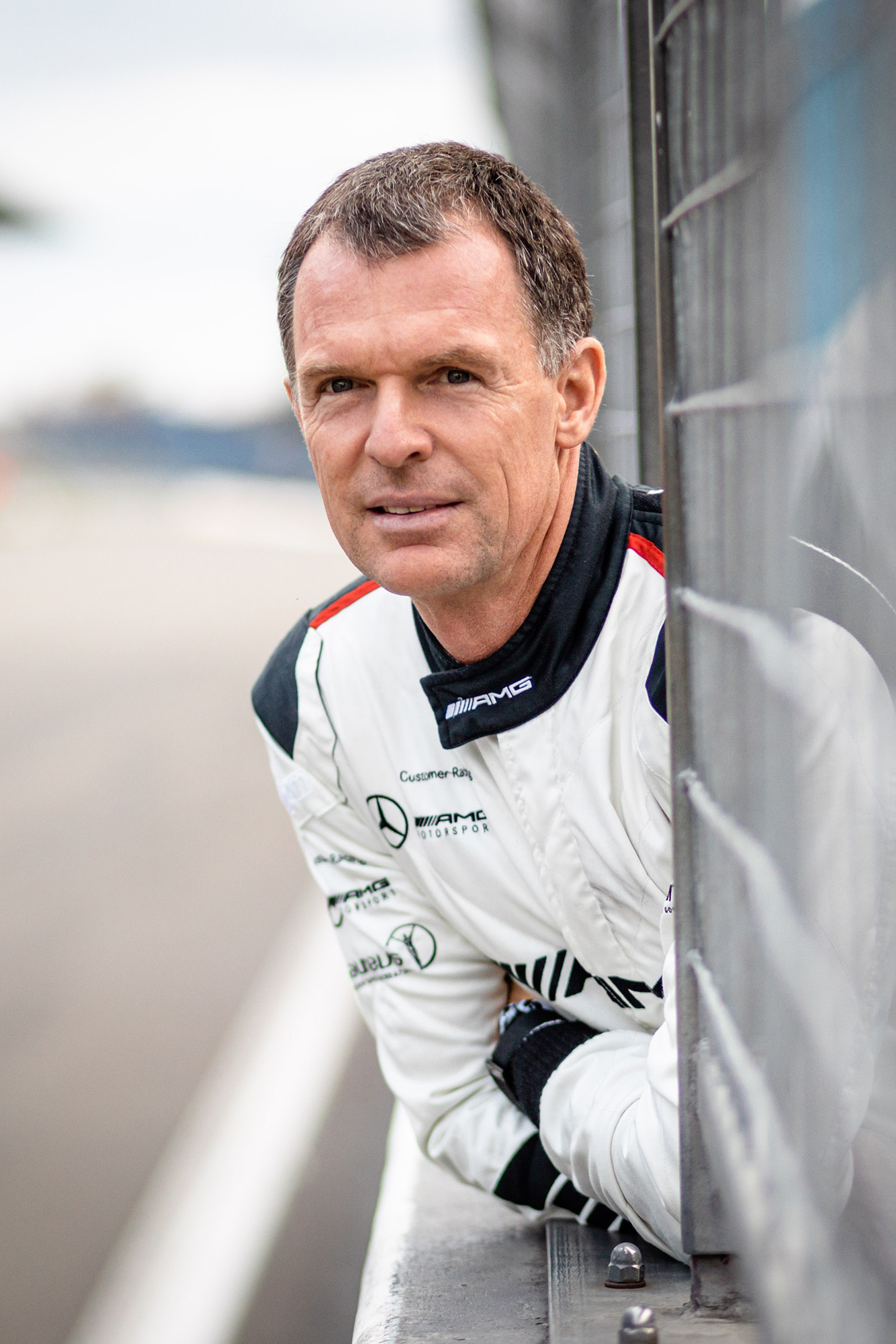
Hubert Haupt in 2021

Hubert Haupt (München, 30 april 1969) is een Duits autocoureur, vastgoedondernemer en investeerder.

## Autosportcarrière
Haupt begon zijn autosportcarrière in het karting, waarin hij tot 1989 actief was. In 1990 stapte hij over naar de touring cars en reed hij voor Opel in de Deutsche Tourenwagen Challenge. In 1991 en 1992 was hij fabriekscoureur voor het DTM-team van Audi bij het team SMS Schmid Motorsport. In 1991 behaalde hij op AVUS zijn enige podiumfinish met een derde plaats in de tweede race. In 1992 verliet hij het kampioenschap echter halverwege het seizoen.
In 1993 nam Haupt deel aan de Amerikaanse Indy Lights. Een zesde plaats op het Stratencircuit Vancouver was hier zijn beste klassering en hij werd met 31 punten veertiende in het klassement. In 1994 keerde hij terug naar Duitsland, waar hij deelnam aan de Porsche Carrera Cup en de Porsche Supercup. Hij eindigde respectievelijk als negende en zevende in deze kampioenschappen.
Na een pauze van vier jaar keerde Haupt in 1999 terug in de autosport. Hij kwam voor Roock Racing uit in de GT2-klasse van de FIA GT en in de American Le Mans Series (ALMS). Daarnaast nam hij ook deel aan de 24 uur van Daytona, waarin hij samen met André Ahrlé, Raffaele Sangiuolo en David Warnock in een Porsche 911 GT2 de GT2-klasse won. Ook debuteerde hij dat jaar ook in de 24 uur van Le Mans, maar hij wist de race niet te finishen vanwege motorproblemen.
In 2000 kwam Haupt opnieuw uit in de ALMS voor Roock Racing, maar stapte hij binnen de FIA GT over naar Freising Motorsport. In dit laatste kampioenschap won hij op de Lausitzring samen met Wolfgang Kaufmann zijn eerste race.
In 2001 keerde Haupt na negen jaar terug in de DTM, waarin hij in een Opel Astra V8 Coupé 2000 uitkwam voor het Opel Euroteam. Hij wist enkel op de A1 Ring in de punten te finishen met een zevende plaats in de tweede race en werd zo twintigste in de eindstand. Datzelfde jaar nam hij ook deel aan de 24 uur van Daytona in een Porsche 911 GT3, maar wist hij vanwege motorproblemen niet te finishen.
In 2002 nam Haupt deel aan de V8 STAR, waarin hij twintigste werd. In 2004 kwam hij uit in de Duitse Mini Challenge en finishte hij als elfde. Tussen 2006 en 2008 nam hij hier opnieuw aan deel, maar hij kon zijn resultaat uit 2004 niet herhalen.
In 2005 kwam Haupt in een Ferrari 550 GTS Maranello deel aan het Franse GT-kampioenschap voor het Team Wieth Racing. Daarnaast kwam hij in een Saleen S7R voor Graham Nash Motorsport uit in de FIA GT. In 2009 kwam hij uit in een race van de Duitse Porsche Carrera Cup, maar daarna werd het enige tijd stil.
Tussen 2011 en 2015 reed Haupt in een Mercedes-Benz SLS AMG GT3 en vanaf 2016 reed hij in een Mercedes-AMG GT3 in diverse kampioenschappen, waaronder de Blancpain Endurance Series en het VLN Langstreckenmeisterschaft Nürburgring, en in diverse langeafstandsraces op de Nürburgring, Spa-Francorchamps en het Dubai Autodrome. Hij kwam hierbij vooral uit voor het team Black Falcon.
In 2018 werd Haupt met Abdulaziz Al Faisal en Gabriele Piana tweede in de Silver Cup-klasse van de Blancpain GT Series. In 2020 werd hij samen met Sergej Afanasjev tweede in de Silver Cup van de GT World Challenge Europe Endurance Cup, inclusief een overwinning in de 24 uur van Spa-Francorchamps. Dat jaar richtte hij ook zijn eigen raceteam op, het Haupt Racing Team (HRT). Al in het eerste jaar behaalde het team successen in de Nürburgring Langstrecken-Serie, de 24 uur van de Nürburgring en de GT World Challenge Europe. Het daaropvolgende jaar werd het team met Maximilian Götz kampioen in de DTM.
In seizoen 2021 nam Haupt opnieuw deel aan de DTM voor zijn eigen team tijdens de raceweekenden op de Nürburgring en de Hockenheimring als gastcoureur. Hiermee werd hij de eerste coureur die in alle drie de tijdperken van de DTM een race startte. Zijn beste klasseringen waren twee dertiende plaatsen op Hockenheim.